# John W. Cahn
John Werner Cahn (né le 9 janvier 1928 à Cologne – mort le 14 mars 2016 à Seattle) est un physicien américain d'origine allemande, lauréat en 1998 de la National Medal of Science pour ses recherches en thermodynamique. Il est professeur de métallurgie physique au Massachusetts Institute of Technology (MIT) de 1964 à 1978 puis chercheur au National Institute of Standards and Technology. Cahn est surtout connu, aux côtés de Shechtman, Blech et Gratias, pour la découverte des solides à structure quasi périodique appelés « quasi-cristaux. »

## Biographie
Hans Werner Cahn est le fils d'un avocat juif et d'une infirmière radiologue. À l'arrivée au pouvoir des nazis, sa famille quitte l'Allemagne et trouve d'abord refuge à Amsterdam. Elle émigre en 1939 aux États-Unis, où le jeune Hans américanise son prénom en « John. » Les Cahn s'établissent à New York et John Cahn obtient la nationalité américaine en 1945. Mobilisé, il est affecté dans les forces d'Occupation du Japon.
Cahn obtient sa licence de chimie à l'Université du Michigan en 1949, puis passe sa thèse de chimie physique (consacrée à l'« Oxydation d'hydrazine tracée par isotopes ») en 1953 à l'Université de Californie à Berkeley.
En 1954, Cahn est recruté par le laboratoire de chimie des alliages de General Electric à Schenectady, dirigé par David Turnbull, spécialiste de la cinétique chimique des réactions de  nucléation. L'équipe de Turnbull se consacre alors aux aspects thermodynamiques des changements de phase dans les solides.

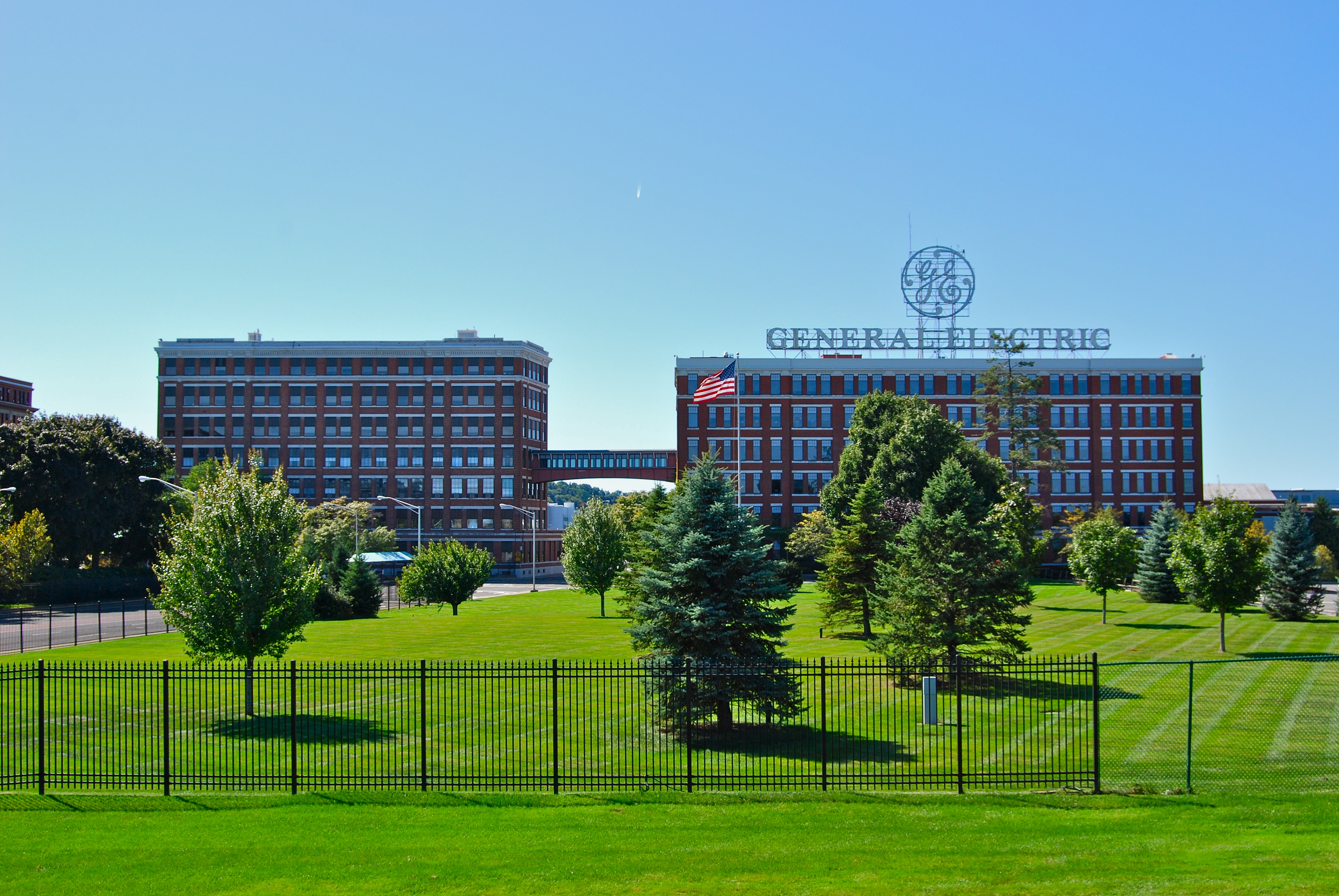
Les bureaux de General Electric à Schenectady.

En 1964, Cahn obtient la chaire de Métallurgie du Massachusetts Institute of Technology et occupe ce poste jusqu'en 1978. Dès 1969, Cahn étudie avec Francis Larché les effets du champ de contrainte sur l'équilibre des phases dans les solides. En 1972, pour rendre compte des phénomènes d'anisotropie, il donne avec David W. Hoffman une formulation vectorielle de la thermodynamique des interfaces, dite formulation capillaire des énergies d'interface.
À sa retraite, il reçoit une offre de professeur associé de l'université de Washington. Père de trois enfants et grand-père, il passe sa retraite à Seattle aux côtés de sa femme, Anne Hessing Cahn. C'est là qu'il mourut de leucémie le 14 mars 2016.